# Liometopum microcephalum
Liometopum microcephalum är en myrart som först beskrevs av Georg Wolfgang Franz Panzer 1798.  Liometopum microcephalum ingår i släktet Liometopum och familjen myror. Inga underarter finns listade i Catalogue of Life.